# Suolo a gley

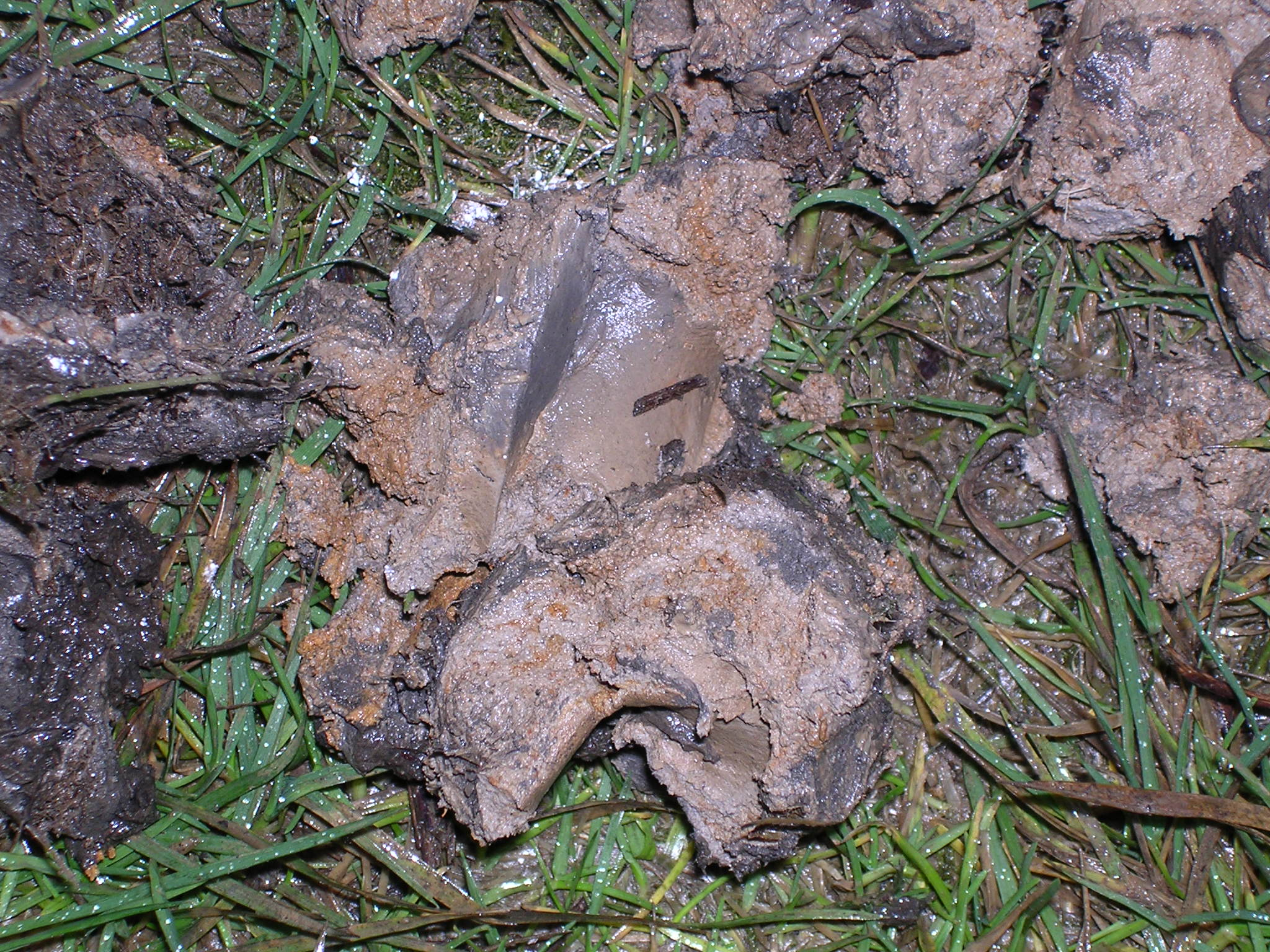
Campioni di suolo a gley.

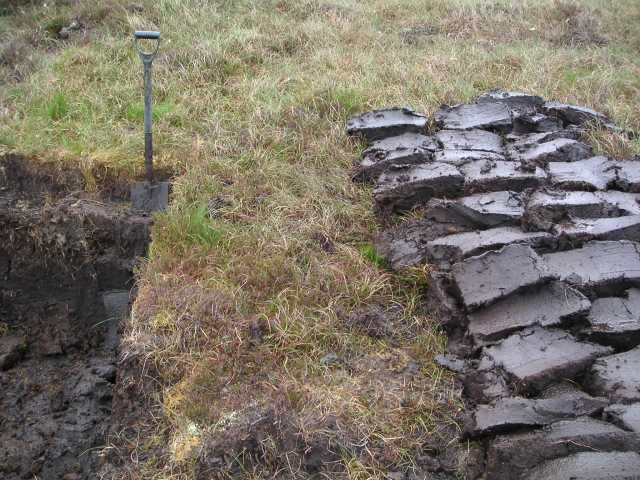
Estrazione della torba, Scozia.

I suoli a gley (dal russo glej, massa di terreno fangoso) sono una particolare tipologia di suoli caratteristica delle zone con problemi di drenaggio.
Si osservano, spesso su grandi estensioni, in zone depresse, in cui ci siano strati impermeabili associati a scarsi movimenti laterali delle acque di falda. Tali strati impermeabili, che generano le cosiddette falde sospese, si possono originare per accumuli importanti di argille di neoformazione oppure per il depositarsi di grandi quantità di sali fino all'indurimento dell'orizzonte.

## Processi pedogenetici
La gleyzzazione (o gleyficazione) è un processo pedogenetico in cui si osserva, come fenomeno caratteristico, la riduzione del ferro dalla sua forma trivalente (Fe3+) a quella bivalente (Fe2+). Si possono però distinguere due tipologie di suoli a gley, a seconda che le condizioni riducenti siano permanenti oppure no.

La prima tipologia di suoli (detti dai pedologi francesi suoli a pseudogley) deriva da condizioni di idromorfia temporanea, per quanto prolungata nel tempo: questo è dovuto alla presenza di uno strato poco permeabile (quello che "sostiene" la falda idrica) situato abbastanza in profondità da consentire il fluttuare del livello della falda. In questi suoli, quando la falda subaffiora (o affiora) si hanno le condizioni riducenti che provocano la riduzione e conseguente mobilizzazione del ferro; questo diviene solubile in acqua potendo così migrare nelle altre parti del profilo. Nel momento in cui le condizioni del terreno diventano ossidanti (vale a dire in condizioni di non saturazione idrica, dovute all'abbassarsi della falda) il ferro viene riossidato, si insolubilizza e precipita sotto forma di ossido o idrossido formando screziature di colori vivaci che creano forte contrasto con la restante massa di suolo, che assume colori smorti, sui toni del grigio, verde, bluastro.

Se lo strato impermeabile si trova a scarsa profondità la falda rimane affiorante o subaffiorante tutto l'anno. Il ferro è allora permanentemente allo stato ridotto, e pur essendo mobilizzato non si ha migrazione dato il costante ristagno idrico. Il suolo è allora uniformemente grigio o grigio verdastro.
Lungo i bordi di stagni, aree paludose e laghi si possono sviluppare condizioni di saturazione estrema, con marcata carenza di ossigeno libero e abbondanza di materia organica vegetale, che col permanere nel tempo producono i depositi di torba.

### La ferrolisi
Una particolare fenomenologia riscontrabile nei suoli idromorfi, nello specifico quelli a pseudogley, è la ferrolisi, una progressiva decomposizione e trasformazione delle argille presenti ad opera del ferro ridotto bivalente (Fe2+). Queste reazioni causano perdita di silice, con neoformazione di argille a bassa capacità di scambio cationico.

### La solfato riduzione
La solfato-riduzione è un processo analogo, nelle grandi linee, alla gleyzzazione,  che porta all'accumulo di composti molto ridotti (solfuri di ferro come la pirite, FeS2); richiede condizioni molto particolari, come la presenza di depositi alluvionali recenti, in prossimità della linea di costa, con falda freatica salata, l'abbondanza di argilla e sostanza organica e un ambiente riducente; è caratteristico della cosiddetta fascia delle mangrovie.
La falda freatica salata ha un certo contenuto in solfati, che vengono ridotti a ione S2- da alcuni microorganismi (batteri solfato-riduttori); dall'alterazione dei minerali componenti i sedimenti alluvionali proviene il ferro, sotto forma di FeS, che reagendo con lo zolfo ridotto escreto dai microorganismi forma la pirite.
Se vengono a cessare le condizioni di ristagno idrico, come ad esempio per un drenaggio artificiale, si ha immediatamente lo sviluppo di un ambiente più ossidante; questo porta all'ossidazione dei solfuri ad acido solforico, provocando dei crolli del valore di pH del suolo fino a valori estremi (anche fino a 2).